# Ле Сентер (Минесота)
Ле Сентер (енгл. Le Center) град је у америчкој савезној држави Минесота.

## Демографија
По попису из 2010. године број становника је 2.499, што је 259 (11,6%) становника више него 2000. године.
| Група             | 2000.         | 2010.         |
| Белци             | 2.006 (89,6%) | 1.923 (77,0%) |
| Афроамериканци    | 0 (0,0%)      | 5 (0,2%)      |
| Азијати           | 2 (0,1%)      | 34 (1,4%)     |
| Хиспаноамериканци | 222 (9,9%)    | 525 (21,0%)   |
| Укупно            | 2.240         | 2.499         |